# Port lotniczy Cusco-Alejandro Velasco Astete
Port lotniczy Cusco-Alejando Velasco Astete – międzynarodowy port lotniczy zlokalizowany w peruwiańskim mieście Cusco.

## Linie lotnicze i połączenia
| Linia lotnicza   | Kierunek                                                                 |
| ---------------- | ------------------------------------------------------------------------ |
| Avianca          | 1. Bogota 2. La Paz                                                      |
| JetSmart Perú    | 1. Arequipa 2. Lima                                                      |
| LATAM Perú       | 1. Arequipa 2. Ayacucho 3. Lima 4. Puerto Maldonado 5. Santiago de Chile |
| Sky Airline Peru | 1. Lima                                                                  |